# Орон (горнолыжный курорт)

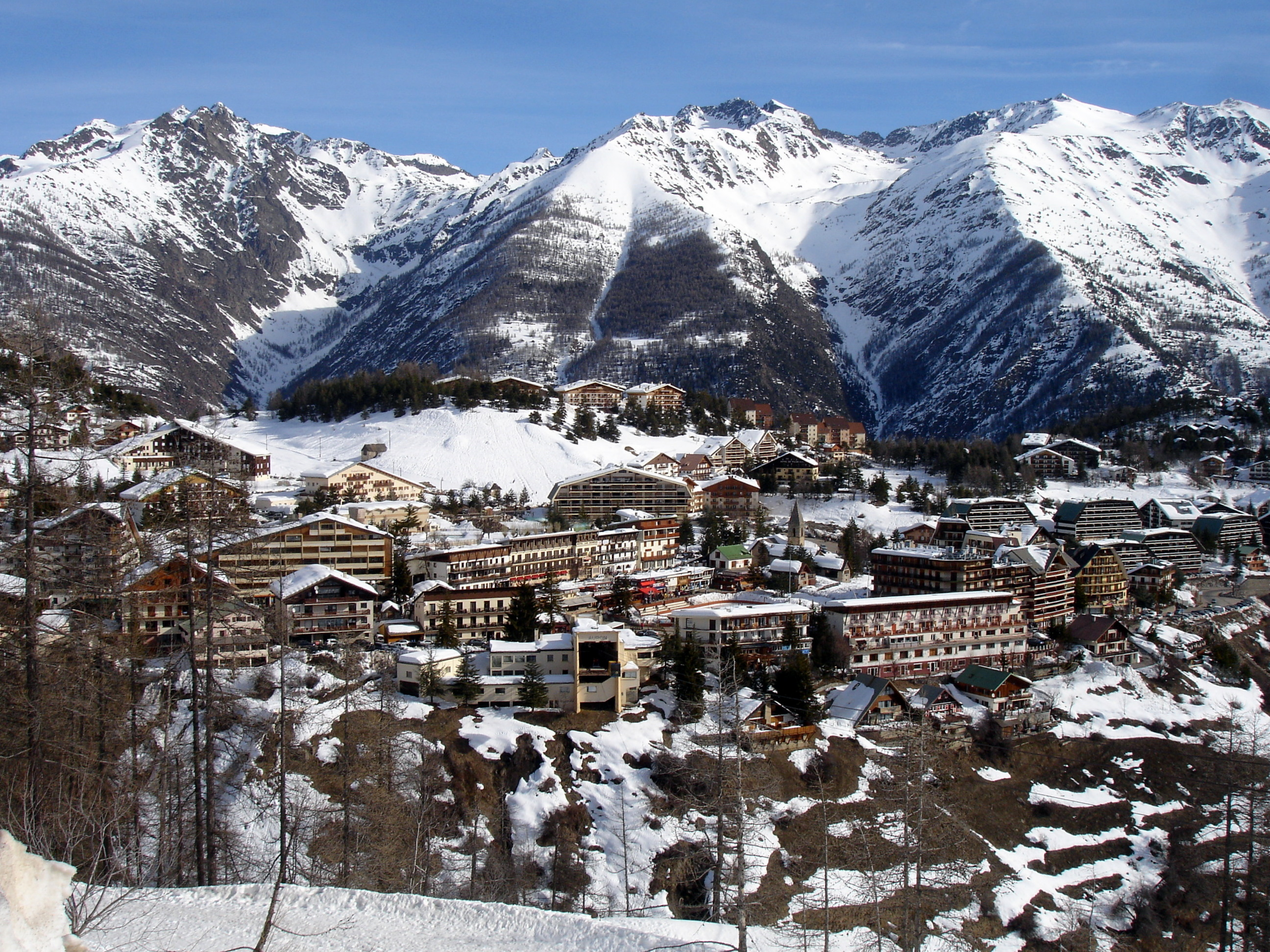
Вид на деревню

Орон (фр. Auron) — горнолыжный курорт во французском регионе Приморские Альпы в коммуне Сент-Этьен-де-Тине на расстоянии 90 км от Ниццы. Расположен на высоте 1600 м над уровнем моря. 
Имеет 42 трассы с общей протяженностью 135 км (по состоянию на декабрь 2008 года), в том числе 2 зелёных трассы, 16 синих, 15 красных и 9 черных. Несколько подъёмников обеспечивают пропускную способность около 21 000 человек в час.
Вблизи находится национальный парк Меркантур.

## История
До 1930-х годов плато Орон было местом выпаса сельскохозяйственных животных.
Курорт основан в 1937 году.
В 1982 году здесь прошёл первый чемпионат мира среди юниоров по горнолыжному спорту.

## Галерея

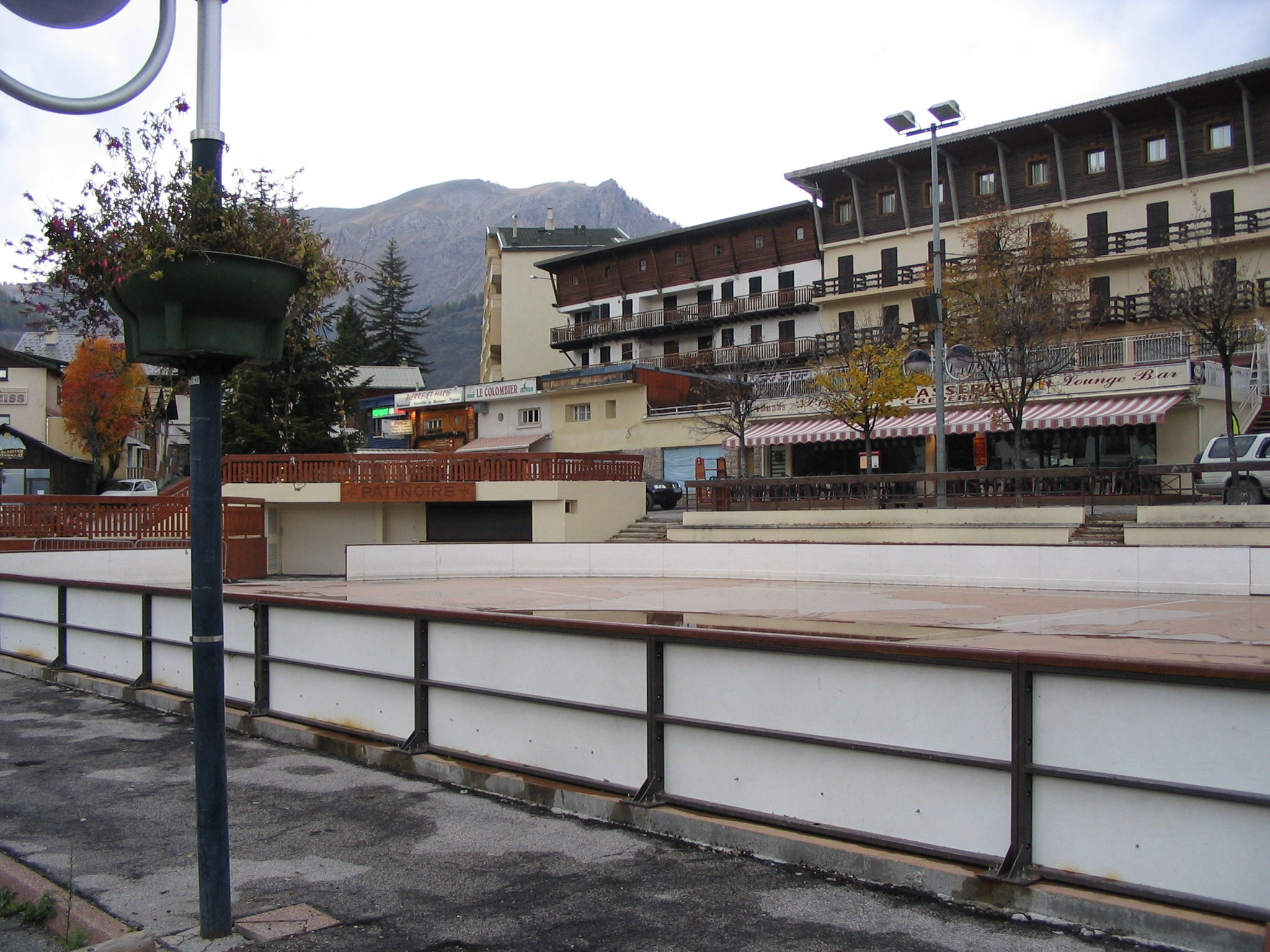
Площадь
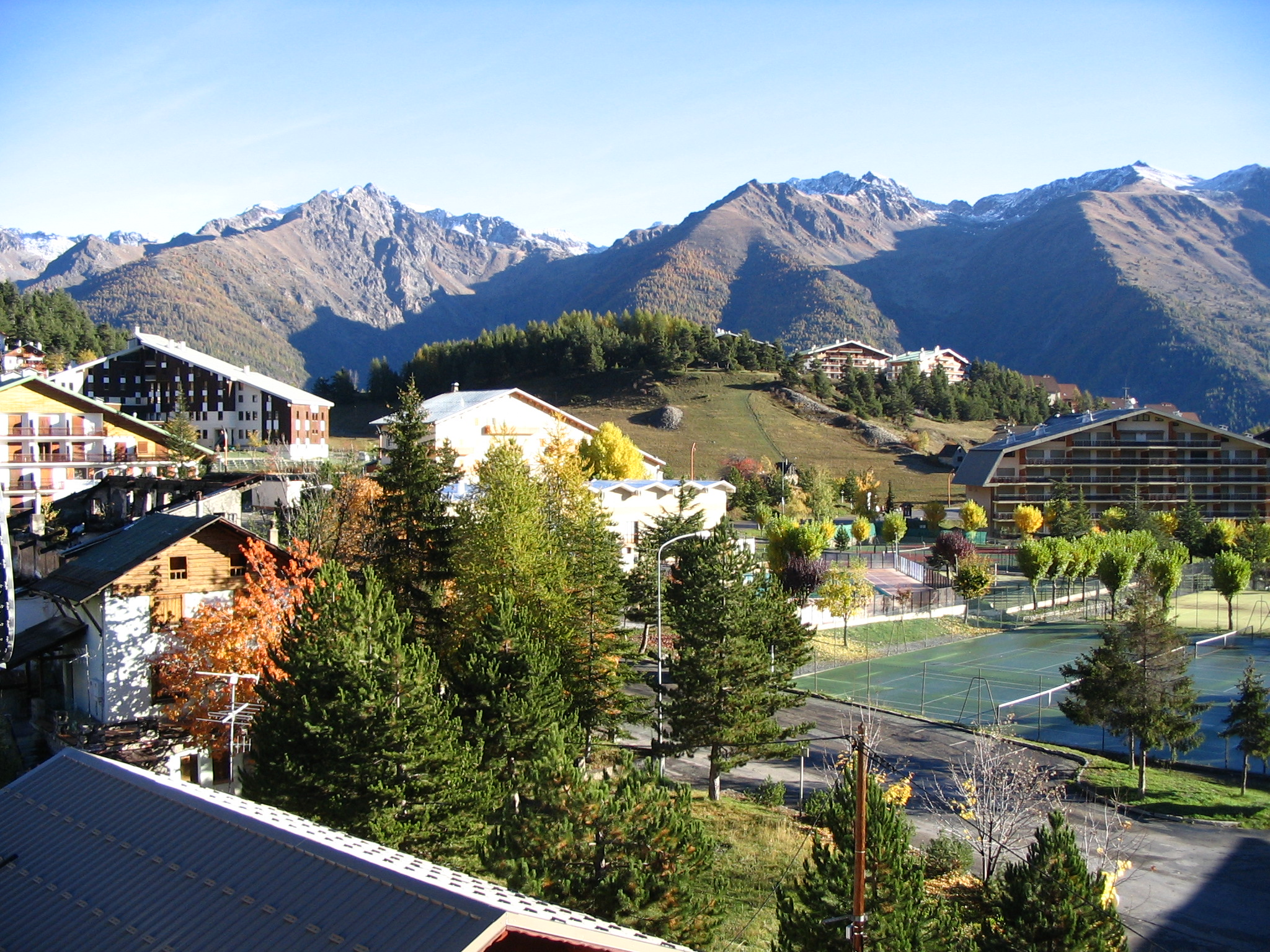
Орон осенью
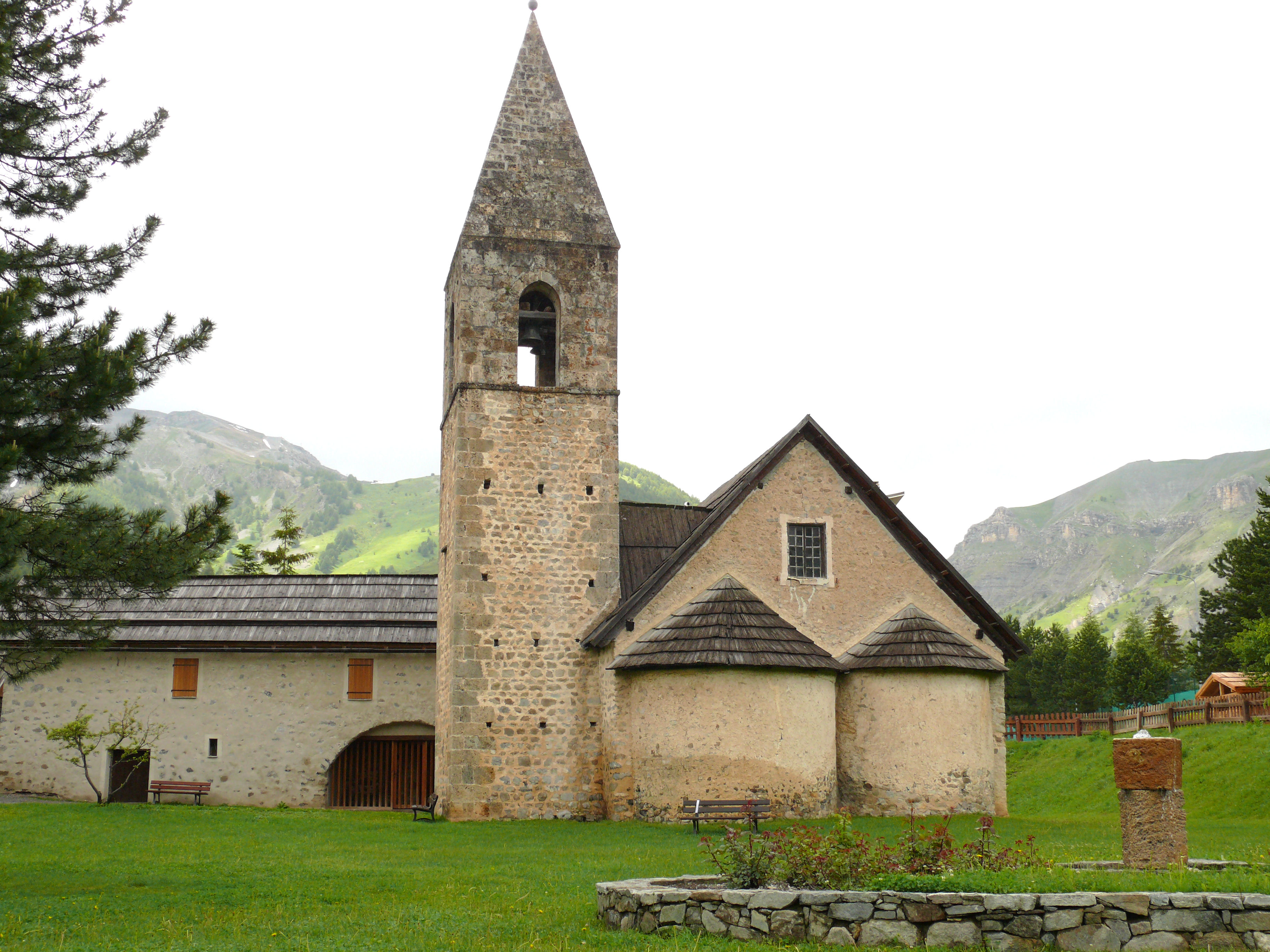
Капелла